# François d'Aubert
Pour les articles homonymes, voir Aubert.
François d'Aubert, né le 31 octobre 1943 à Boulogne-Billancourt (Hauts-de-Seine), est un homme politique français.
Magistrat à la Cour des comptes, ancien député, secrétaire d'État puis ministre du Budget et de la Recherche, ancien maire de Laval (Mayenne) et président de la Cité des sciences et de l'industrie, il est élu en septembre 2009 secrétaire du Peer Review Group du Forum mondial sur la transparence et l’échange de renseignements chargé de lutter contre la fraude fiscale en coopération avec l'OCDE.

## Biographie

### Famille
Il est le fils de Michel d'Aubert et d'Anne de La Vaissière de Lavergne. Il est marié avec Édith Henrion et a trois enfants.
Issu d'une prestigieuse famille d'extraction chevaleresque, la famille d'Aubert, il est un descendant de Saint Louis.

### Études
Ancien élève du collège Jules-Ferry à Mayenne, du lycée Ambroise-Paré à Laval (1962) puis du lycée Louis-le-Grand à Paris, il est licencié en droit, diplômé de l’HEC et de Sciences Po Paris. Il fait ensuite l'ENA (promotion Thomas More 1971, avec Michel Bon, Alain Richard, Jean-Paul Huchon et Jean-Claude Trichet).
Durant ses études à l'Institut d'études politiques de Paris, il est membre de la Conférence Olivaint.

## Parcours professionnel et électif
Il est auditeur de deuxième classe (1971) puis de première classe (1972) à la Cour des comptes, rapporteur auprès du Comité consultatif des litiges du ministère de l’Éducation (1973), du groupe II réglementation et télédistribution du Haut Conseil de l'audiovisuel (HCA) (1973), conseiller technique (à titre officieux) du secrétaire d’État chargé des Travailleurs immigrés auprès du ministre du Travail, Paul Dijoud (1974-1975), conseiller technique au cabinet du ministre de l'Équipement Robert Galley (1975-1976), chargé de mission (à titre officieux) au cabinet du Premier ministre Raymond Barre (1977-1978).
Il est élu député de la Mayenne en 1978, réélu jusqu'en 2007. Pour avoir mis en cause François Mitterrand, François d'Aubert, Alain Madelin et Jacques Toubon sont privés de leur indemnité parlementaire le 2 février 1984 pour un mois, au motif d'« injures ou menace envers le président de la République française » couvert par l'article 73 du règlement de l'Assemblée nationale).
En 1991, il compare Édith Cresson à la marquise de Pompadour lors de sa nomination au poste de Premier ministre,. Cette comparaison avec une maîtresse de Louis XV est considérée comme un propos sexiste,
Il appela à voter « non » au référendum sur le traité de Maastricht en 1992.
Il a été secrétaire d'État au Budget en 1995, secrétaire d'État à la Recherche entre 1995 et 1997 et ministre délégué à la Recherche entre 2004 et 2005.
Après plusieurs candidatures infructueuses, dont la première en 1977 sur une liste « apolitique », il est élu maire de Laval en 1995, puis de nouveau en 2001. Élu député le 16 juin 2002 sous l'étiquette UMP (nouvellement créée), pour la XIIe législature (2002-2007), dans la 1re circonscription de la Mayenne, il abandonne son mandat deux ans plus tard pour entrer au gouvernement, remplacé à l'Assemblée par son suppléant, le maire de Bonchamp-lès-Laval, Henri Houdouin.
Il est nommé en 2005, ambassadeur, haut représentant pour la réalisation en France du projet ITER, le réacteur expérimental international de fusion nucléaire. En 2006, il contracte en tant que maire un emprunt toxique auprès de la banque irlandaise Depfa pour la ville de Laval. La municipalité mettra plusieurs années à renégocier ce prêt et fut un enjeu de divergences entre les différentes majorités et oppositions du conseil municipal.
Il se représente pour un 8e mandat aux élections législatives de juin 2007 mais est battu au second tour, avec 49,4 % des voix, par le socialiste Guillaume Garot.
Le 25 juillet 2007, il est nommé lors du conseil des ministres, président de la Cité des sciences et de l'industrie en remplacement de Jean-François Hebert. Il est remplacé à ce poste par Claudie Haigneré le 16 avril 2009.
Lors des élections municipales de 2008, il prend la tête d'une liste d'union regroupant des éléments du MoDem et de l'UMP, face à une liste divers droite, une liste de gauche unie, et deux listes d'extrême-gauche. Le 9 mars 2008, il est battu au premier tour avec 43,03 % des voix contre 50,24 % à Guillaume Garot, député socialiste et candidat de la gauche unie.
En novembre 2011, il est nommé président de l'Autorité de régulation professionnelle de la publicité (ARPP) pour un mandat de quatre ans, renouvelé en 2015 puis en 2019. Il est également président du CEPH (Fondation Jean Dausset).

## Travail législatif
Il a beaucoup travaillé sur les affaires de corruption et de blanchiment d'argent. Il fut notamment président de la commission d'enquête parlementaire anti-mafia en 1992, puis rapporteur de la commission d'enquête sur le Crédit lyonnais en 1994. À l’Assemblée nationale il fut également rapporteur de la commission d'enquête parlementaire sur les conséquences sanitaires et sociales de la canicule de 2003. Sa participation à dix commissions d'enquête de 1990 à 2004 lui a valu d'être décrit comme « l’un des meilleurs investigateurs de l’Assemblée » par les journalistes Hélène Constanty et Vincent Nouzille dans leur ouvrage Députés sous influence.
Il est l'auteur ou le signataire de nombreuses propositions de lois portant aussi bien sur l'instauration d'un service garanti pour les transports publics réguliers de voyageurs, que sur la création d'un délit de pollution ou sur la création d'une commission d'enquête sur les conséquences des 35 heures pour l'économie et la société française.
Certaines associations militantes pro-choix ciblent sur leurs sites internet ses votes défavorables à l'avortement comme la loi de décembre 1979, qui a rendu définitive les dispositions de la loi Veil sur l'interruption volontaire de grossesse, celle de 1983 sur le remboursement de l'IVG par la Sécurité sociale et les lois de bioéthiques de 1992 et 1994.
Après s'être abstenu en 2002 lors du scrutin relatif à l'ensemble du projet de loi relatif à la bioéthique visant à légaliser l'exploitation scientifique des embryons humains, en tant que ministre délégué à la recherche il fait, en revanche, adopter la loi no 2004-800 du 6 août 2004 permettant à l'Agence de biomédecine d'engager « à titre exceptionnel » pour une période expérimentale des travaux sur les cellules souches embryonnaires humaines dépourvues de projet parental et devant -de par la loi- être détruites, si ces travaux « sont susceptibles de permettre des progrès thérapeutiques majeurs ».
Lors du débat sur le pacte civil de solidarité en 1997, il a défendu avec Pierre Lellouche et la large majorité des députés RPR et UDF des convictions fondées sur la famille traditionnelle estimant « qu'un enfant a besoin des deux piliers structurants que sont un père et une mère », s'opposant alors à tout contrat civil dont pourraient bénéficier les personnes homosexuelles, qu'il regarde comme le prélude à l'adoption par des homosexuel(le)s. Comme 15 032 autres maires de France, il a signé la pétition contre le PACS et comme 43 des 44 députés du groupe Démocratie libérale, il a voté contre la proposition de loi instituant ce dispositif.
Il s'est prononcé contre la loi de 1999 autorisant les infirmières des collèges et lycées à délivrer le Norlevo sans prescription médicale aux élèves mineures considérant celle-ci comme une « pilule abortive ». Comme 35 des 43 députés du groupe Démocratie libérale, il s'est prononcé contre la réforme de la loi Veil en décembre 2000. Après s'être prononcé contre la proposition de loi relative au choix du 19 mars comme « Journée nationale du souvenir et de recueillement à la mémoire des victimes civiles et militaires de la guerre d'Algérie et des combats du Maroc et de Tunisie » , il fut l'un des signataires de la proposition de loi fixant au 5 décembre la journée nationale du souvenir des morts pour la France pendant la guerre d'Algérie et les combats de Tunisie et du Maroc.

## Rapports
Valérie Pécresse, ministre de l'Enseignement supérieur et de la Recherche, a commandé, en novembre 2007, à François d'Aubert un rapport sur « le partenariat entre les organismes de recherche (CNRS, INSERM, INRA, CEA) et les universités ». Ce rapport (rapport d'Aubert) a été rendu le 16 avril 2008.

## Détail des mandats
- 03/04/1978 - 22/05/1981 : député
- 02/07/1981 - 01/04/1986 : député
- 14/03/1983 - 19/03/1989 : membre du conseil municipal de Laval (Mayenne)
- 22/03/1985 - 27/06/1988 : vice-président du conseil général de la Mayenne
- 17/03/1986 - 22/03/1992 : membre du conseil régional de Pays de la Loire
- 02/04/1986 - 14/05/1988 : député
- 13/06/1988 - 01/04/1993 : député
- 20/03/1989 - 18/06/1995 : membre du conseil municipal de Laval
- 23/03/1992 - 15/04/1994 : vice-président du Conseil régional des Pays de la Loire
- 02/04/1993 - 18/06/1995 : député
- 01/04/1994 - 12/08/1997 : membre du conseil général de la Mayenne
- 18/05/1995 - 26/08/1995 : secrétaire d'État au Budget auprès du ministre de l'Économie et des Finances (gouvernement Alain Juppé (1))
- 19/06/1995 - 18/03/2001 : maire de Laval
- 26/08/1995 - 07/11/1995 : secrétaire d'État au Budget auprès du ministre de l'Économie, des Finances et du Plan (gouvernement Alain Juppé (1))
- 07/11/1995 - 02/06/1997 : secrétaire d'État à la Recherche auprès du ministre de l'Éducation nationale, de l'Enseignement supérieur et de la Recherche, (gouvernement Alain Juppé (2))
- 01/06/1997 - 18/06/2002 : député
- 19/03/2001 - 2004 : maire de Laval
- 19/06/2002 - 30/04/2004 : député
- 01/05/2004 - 01/06/2005 : ministre délégué à la Recherche auprès du ministre de l'Éducation nationale, de l'Enseignement supérieur et de la Recherche (gouvernement Jean-Pierre Raffarin (3))
- 2005 - 16/03/2008 : maire de Laval
- 16/03/2008-2014 : membre du conseil municipal de Laval

## Ouvrages
- L’Argent sale (Plon, 1993)
- Main basse sur l’Europe (Plon, 1995)
- Coup de torchon sur Bruxelles (Plon, 1999)
- Colbert : la vertu usurpée (Librairie Académique Perrin, 2010)
- Lyonne, Ministre des Affaires Etrangères de Louis XVI (Temporis éditions, 2017)

## Distinctions
- Chevalier de la Légion d'honneur
- Officier de l'ordre national du Mérite[19]